# 경란파워
《경란파워》는 김경란의 진행으로 KBS 쿨FM(수도권 기준 FM 89.1MH.z)과 KBS 클래식FM(수도권 FM 93.1MH.z)에서 매일 밤 9시 25분부터 9시 55분까지 동시 방송되는 오락 전문 라디오 프로그램이다.

## 개요
기존 KBS 클래식FM에서 방송되었던 《김경란의 미녀들의 수다》의 후속작으로 2020년 6월 22일 KBS 라디오 여름 개편으로 KBS 클래식FM으로 이전 편성하여 "경란파워"로 신설했으며, 2023년 9월 4일부터 2025년 4월 6일까지 2년간 KBS 쿨FM과 KBS 클래식FM에서 동시 방송되었다. 또 2025년 4월 6일 자로 5년 만에 폐지되었다.

## 코너
- 은 아직도 진행되고 있는 코너입니다.
  - 은 이미 끝난 프로그램입니다.

### 매일 코너
- 사연과 신청곡
- 섞어섞어섞어뮤직
- 한곡줍쇼
  - 라디오는 사랑을 싣고
- 암호명: 너는 뉘규
  - 츄파봄바
- 가래깃게 운동타임
- 간식타임
  - 레오나르도 다봄치
  - 이멤버 리멤버
  - 강제소환 프로젝트 : 슈가봄
  - 낑겨낑겨
- 뮤직뱅크
  - MH 리서치
  - 랫츠 Remix~ (일시중단)
  - 경란스타그램
- 즉문즉답
- 봄다방
- 김경란과 음악사이

### 위클리 코너
- 판타스틱듀오
- 통하였느냐
- 전국장기자랑
- 네버엔딩 스토리
- 우리동네 인기가요
  - 집밥 봄선생
- 누가누가잘하나, 노래대결!
  - 다음가사는 무엇입니까?
- 다단계 퀴즈
  - 온 앤 오프
- 집방스페셜 (토,일) - 2부
- 뮤직 고잉고잉 (토) - 3부
  - 행사다... (일) - 3부
- 노래파티 행사장에 오신걸 환영합니다!

## 임시 DJ
- 이특 (2023년 8월 28일)[4]
- 홍성우 (2023년 8월 31일 ~ 9월 2일)
- 허안나 (2023년 12월 3일)
- 김솔희 (2024년 7월 15일)